# Cura (mitología)
Cura es el nombre de la personificación alegórica del cuidado y la dedicación en la mitología romana. Su origen parece estar en la fábula número doscientos veinte de Higino, donde se relata el mito.

## Mito de Cura
Cuando Cura atravesaba cierto río, vio que el lado era rico en arcilla, lo cogió pensativa y comenzó a modelar un hombre. Mientras estaba meditando qué hacer con él, apareció Júpiter. Cura le pidió que le insuflara vida, lo que obtuvo de Júpiter fácilmente. Cura quería ponerle su propio nombre, pero Júpiter se lo prohibió y dijo que había de darle el suyo. Mientras Cura y Júpiter discutían sobre el nombre, surgió Telus diciendo que le debería poner el suyo, puesto que ella había aportado su propio cuerpo. Tomaron a Saturno como juez y parece que les juzgó con equidad: «Tú, Júpiter, puesto que le insuflaste vida (recibe el alma «spiritus» después de su muerte; Telus, pues que le proporcionó su cuerpo), que reciba su cuerpo. Y puesto que Cura fue la primera en modelarlo, que lo posea en vida; pero, como existe discusión sobre su nombre, que se le llame «hombre», pues parece haber sido hecho de «humus».

## Interpretación

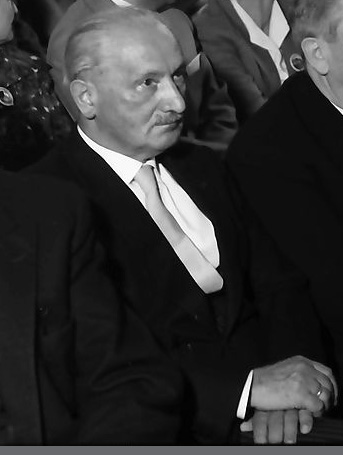
Martín Heidegger. Filósofo y escritor de "Ser y Tiempo".

La historia atrajo la atención del filósofo moderno Heidegger, quien observó, "El doble sentido de Cura se refiere al cuidado pero no como una preocupación ni una aflicción. Sino como una concentración en el mundo, pero también cuidado en el sentido de la devoción." Heidegger considera la fábula como una "interpretación ingenua" del concepto filosófico que denomina como Dasein, "ser en el mundo" de la sección 42 de Ser y Tiempo.
La interpretación que Heidegger le da a la fábula es el cuidado que Cura le da al hombre como su propia creación, empezando por la concepción preontológica, donde se refiere al punto de constitución y destino. El hombre es una creación compuesta, cómo se puede ver en el mito, Jove le da el espíritu mientras que Tellus, el cuerpo; dejándolo como una síntesis de lo Heterogéneo, un ser "entre" físico y metafísico, siendo Cura la síntesis entre ambos. Sin embargo, el ser que le dio el nombre, o sea la existencia, fue Saturnus: el tiempo, quien dicta la sentencia. Cura es la encargada del cuidado, no solo del hombre, sino también de la separación de las cosas de los mortales con los inmortales, pasando por el río Leteo, del olvido.
Otro aspecto que resalta es la del equivalente al mito cristiano de la creación, en el que la mujer es creada al final, con la intención de mostrar a Cura como un reto al concepto occidental de autoabastecimiento y la "Atomización de lo Individual". Es una figura materna, que cuida de su creación.